# Tóth Judit (színművész)
Tóth Judit (Budapest, 1940. január 6.  –) Jászai Mari-díjas magyar színművésznő, szinkronszínész.

## Életpályája
Tóth Elek és Frey Margit gyermekeként született. 1958–1962 között a Színház- és Filmművészeti Főiskola hallgatója volt. 1962–1964 között a debreceni Csokonai Nemzeti Színház tagja volt. 1964–1983 között a József Attila Színház színésznője volt. 1983 óta a Józsefvárosi Színház illetve a Budapesti Kamaraszínház művésze. A Turay Ida Színház tagja. 1961-ben házasságot kötött Cs. Németh Lajos színésszel. Két fiuk született; Balázs (1970) és Bálint (1981). 2023-ban – férje halálát követően – bejelentette, hogy befejezi színészi pályafutását.

## Filmjei
- Eszpresszóban (1959)
- Katonazene (1961)
- Mici néni két élete (1962)
- Délibáb minden mennyiségben (1962)
- Koncert (1962)
- Az orvos halála (1965)
- Az asszony beleszól (1965)
- Minden kezdet nehéz (1966)
- Kötelék (1967)
- Ezek a fiatalok (1967)
- Falak (1968)
- A varázsló (1969)
- Utazás a koponyám körül (1970)
- Tótágas (1976)
- Magyarok (1977)
- Égigérő fű (1979)
- Vörös vurstli (1991)

### Tévéfilmek
- Karácsonyi vőlegény (1966)
- Bors (1968)
- Reggelire két férfi (1969)
- Téli sport (1974)
- Kérem a következőt! I. (1973) – Birka Borka (hang)
- Ida regénye (1974)
- Szépség Háza (1975)
- Robog az úthenger 1-6. (1976)
- Megtörtént bűnügyek sorozat Iskolatársak voltak és A kiskirály című része (1978)
- Vakáció a halott utcában (1978)
- A 78-as körzet (1980)
- Családi kör (1980–1981)
- Kaptam-csaptam (1980)
- Szálka hal nélkül (1984)
- A fantasztikus nagynéni 1-2. (1986)
- A nagy ho-ho-horgász (2.évad) (1988) - A nagy ho-ho-horgász felesége
- Kisváros (1997–2001)
- Jumurdzsák gyűrűje (2006)
- Barátok közt (2006)
- Tűzvonalban (2008)
- Korhatáros szerelem (2018)
- 200 első randi (2018)
- Drága örökösök (2019–2020)
- Jófiúk (2019)
- Hotel Margaret (2022)

## Színházi szerepei
- Kapusné (Meilhac-Milhaud: Nebántsvirág)
- Sarah (George Bernard Shaw: Barbara őrnagy)
- Toldalaghy grófnő, Báró Kemény Simonné (Németh László: A két Bolyai)
- Lewis Mercy (Arthur Miller: A salemi boszorkányok)
- Rosalinda (William Shakespeare: Ahogy tetszik)
- Válja (Arbuzov: Egy szerelem története)
- Berta (Dunai Ferenc: A nadrág)
- Ságodi Erna (László Anna: Tizennyolcéves)
- Evelyne (Lacour: Érettségi előtt)
- Heléna; Hippolyta (Shakespeare: Szentivánéji álom)
- Johanna (Shaw: Szent Johanna)
- Zsuzsi (Király Dezső: Az igazi)
- Lady Anna (William Shakespeare: III. Richárd)
- Márta (Tabi László: Most majd elválik)
- Julia Pavlovna (Osztrovszkij: Utolsó áldozat)
- Gwendoline; Szász lány (Anouilh: Becket avagy az Isten becsülete)
- Borka (Hubay Miklós: Felismerés és búcsú)
- Fekete lány (Fehér Klára: Furcsa éjszaka)
- Első Kalapos (Kállai István: Keménykalaposok)
- Karola (Gyárfás Miklós: Egérút)
- Irma (Giraudoux: Párizs bolondja)
- Szlávka (Nušić: Dr. Pepike)
- Margit hangja (Gyárfás Miklós: Kényszerleszállás)
- Gizike (Kállai István: A csodabogár)
- Júlia (Balassi Bálint: Szép magyar komédia)
- Frida (Gyárfás Miklós: Egy nő, akinek lelke van)
- Kati (Mesterházi Lajos: Férfikor)
- Fruzsina (Kolozsvári Grandpierre Emil: A csillagszemű)
- Mary (Agatha Christie: Gyilkosság a paplakban)
- Meszlényi Lídia; Kata (Németh László: Nagy család)
- Aphrodité (Devecseri Gábor: Odüsszeusz szerelmei)
- Mária (Kopányi György: Neveletlen példakép)
- Vira (Gabányi Árpád: Aba Sámuel király)
- Cicus (Radoev: Rómeó, Júlia és az autóstop)
- Vera (Molnár Ferenc: Harmónia)
- Irina (Károlyi Mihály: A nagy hazugság)
- Franciska (Tabi László: Karikacsapás)
- Fatma (Betti: Özönvíz avagy a milliomos látogatása)
- A lány nővére (Roscsin: Egy fiú meg egy lány)
- Miss Olson (Simon: Ígéretek, ígéretek!)
- Liza (Rostand: Cyrano de Bergerac)
- Pékné (Suassuna: A kutya testamentuma)
- Eliza (Soardou-Moreau: Szókimondó Kata)
- Kamilla (Szigligeti Ede: Liliomfi)
- Tancredné (O’Casey: Juno és a páva)
- Barlanghy Melinda (Csiky Gergely: Kaviár)
- Jane (Ayckbourn: Nálunk, nálatok, náluk...)
- Malvin (Csiky Gergely: Buborékok)
- Teréz (Berkesi András: Kálvária)
- Tatjána Nyikolajevna (Roscsin: Veled vagy nélküled)
- Dorimene (Molière: Jourdain úr)
- Hetéra (Grochowiak: Őrült Gréta)
- Tatyana (Száraz György: Megoldás)
- Madame Lacrosse (Labiche: Mézeshét)
- Elvtársnő (Maróti Lajos: Érdemei elismerése mellett...)
- Julia (Rozov: A siketfajd fészke)
- Anna (Kocsis István: Nem zárjuk kulcsra az ajtót)
- Domitia (Páskándi Géza: A koronatanú)
- Clelia (Scarnicci-Tarabusi: A csodák Nápolyban születnek)
- Elisabeth; Bella Manningham (Hamilton: Gázláng)
- Katica (Vörösmarty Mihály: Handabasa, avagy a fátyol titkai)
- Vinkóné (Urbán Gyula: Itt a piros, hol a piros!)
- Rózsika (Schwajda György: Kakukktojás)
- Albinó; Borotvált fejü macska; Csokolatéró és Pecikán (Mészöly Miklós: Jelentés egy sosevolt cirkuszról)
- Tyúkszem (Picasso: A telibe viszonzott vágyakozás)
- Gazda; Javasasszony (Katona Imre: Misztérium a szent születésről)
- Kira (Stein: Holtomiglan-holtodiglan)
- Tartó Anna (Kolozsvári Papp László: Hazánk fiai)
- Harkocsányné (Tersánszky Józsi Jenő: Szidike lakodalma)
- Alexandra (Anouilh: Colombe)
- Peacockné (Brecht–Weill: Koldusopera)
- Anna (Németh László: Villámfénynél)
- Cuki (Horváth Péter: Boleró)
- Zsófia (Katona József: Pártütés)
- Vera (Feldek: Az ennivaló nagynéni)
- Raymonde Chandebise (Feydeau: Bolha a fűbe)
- Éva (Wolff: Papírvirágok)
- Miss Archibald (Coward: Forgószínpad)
- Nagymama (Taylor: Ali Baba és vagy negyven gengszter)
- Mrs. Hope-Clarke (Knoblauch: A faun)
- Banya (Rideg Sándor: Indul a bakterház)
- Pep néni; Zsani néni (Móricz Zsigmond: Nem élhetek muzsikaszó nélkül)
- Mrs. Meadow (Dunn: Gőzben)
- Lady Holbrook (Chapman-Marriott: Hunyd be a szemed és gondolj Angliára)
- Amelia szolgálója (García Gutiérrez: Simon Boccanegra)
- Jolán (Siposhegyi Péter: A semmi ágán)
- Curra (Saavedra: A végzet hatalma)
- Lady Dilford (Molnár Ferenc: Nászinduló)
- Emily Eatenton; Clairee Pelcher (Harling: Acélmagnóliák (Nők a búra alatt))
- Énekesnő (Sografi: Viva la Mamma)
- Evelin (Fosse: A gyermek)
- Mme. Arcati (Coward: Vidám kísértet)
- Capuletné (William Shakespeare: Romeó és Júlia)
- Kate néni (McDonagh: A kripli)
- Dolores (Göncz Árpád: Rácsok)
- Amalie Balicke (Brecht: Dobszó az éjszakában)
- Mici néni (Hámos György: Mici néni két élete)
- Flora (Dumas: Traviata)
- Fekete nő (Görgey Gábor: Örömállam)
- A mykénéi nők karának tagja (Szophoklész: Elektra)
- Alisa (Scott: Lammermoori Lucia)
- Vera (Bernhard: Nyugállomány előtt)
- Stratylis (Arisztophanész: Lysistrate)
- Márta asszony; A neyssi jósnő; Éjkirálynő; Priorissza (Tüzes Angyal)
- Helga (Zorin: Varsói melódiák)
- Anyós (García Lorca: Vérnász)
- Dryade (Hofmannsthal: Ariadne Naxos szigetén)
- Filumena (De Filippo: Filumena házassága)
- Faye (Steinbeck: Az Édentől keletre)
- Marcellina (Beaumarchais: Figaro házassága)
- Terka (Herczeg Ferenc: Bohóckirálynő)
- Márta (Goethe: Faust)
- Iokasté (Szophoklész: Oidipusz király)
- Eboli hercegnő (Schiller: Don Carlos)
- Mrs. Shuttleworth (Maugham: Imádok férjhez menni)
- Zsófi (Sarkadi Imre: Elveszett paradicsom)
- Larina (Puskin: Anyegin)
- Augustine; Chanel asszony (Thomas: Nyolc nő)
- Curra (Piave: A végzet hatalma)
- Eugénia (Molnár Ferenc: Olympia)
- III. Dáma (Mozart: A varázsfuvola)
- Carmen (Bizet: Carmen)
- Trulla (Móra Ferenc: Aranykoporsó)
- Miklós (Barbier: Hoffmann meséi)
- Azucena (Cammarano: A trubadúr)
- Mariska (Békeffy-Stella: Janika)
- Emilia (William Shakespeare: Otello)
- Giza (Örkény István: Macskajáték)
- Judit (Balázs Béla: A Kékszakállú herceg vára)
- Marguerite (Goethe: Faust elkárhozása)
- Ragonde (Scribe: Ory grófja)

## Szinkronszerepei
- A Mézga család különös kalandjai
- Amélie csodálatos élete: Madame Suzanne - Claire Maurier
- A homok titkai: Isaura Araújo – Laura Cardoso
- Az elnök emberei: Deborah Fiderer - Lily Tomlin
- Az Ezeregyéjszaka meséi: Miriam - Jane Lapotaire
- Átkozott boszorkák: Aunt Frances 'Fran' Owens - Stockard Channing
- Cobra 11: Katharina Lamprecht - Almut Eggert
- Dharma és Greg, avagy kettőn áll a vásár: Abigail Kathleen "Abby" O'Neil - Mimi Kennedy
- Friday Night Lights - Tiszta szívvel foci: Mrs. Saracen - Louanne Stephens
- Gazdagok és szépek: Sally Spectra - Darlene Conley
- Jóbarátok: Judy Geller - Christina Pickles
- Kegyetlen játékok: Bunny Caldwell - Christine Baranski
- Ki vagy, doki? (Az idő végzete): Sylvia Noble - Jacqueline King
- Marimar: Corazón - Julia Marichal
- Mindenütt nő: Virgie - Sharon Blackwood
- Nancy ül a fűben: Lupita - Renee Victor
- Osztály, vigyázz!: Evelyn Doyle igazgatónő - Louise Fletcher
- Öreglányok: Dorothy "Pussycat" Petrillo-Zbornak - Beatrice Arthur
- Pláza: Sophie Rosseau - Lina Bernardi
- Providance: Lynda Hansen - Concetta Tomei
- Rosalinda: Zoila Barriga - Renata
- Szívek szállodája: Miss patty - Liz Torres
- Született feleségek: Eleanor Mason - Carol Burnett; Gloria Hodge - Dixie Carter
- Válás francia módra: Margeeve Walker - Stockard Channing
- Sissi: Zsófia főhercegné
- Deadpool (film), Deadpool 2., Deadpool & Rozsomák: Vak Al - Leslie Uggams